# Kanae Yagi
Kanae Yagi (八木 かなえ, Yagi Kanae, 16 de julho de 1992, em Kobe, prefeitura de Hyogo) é uma halterofilista japonesa. Ela competiu na categoria até 53 kg feminino do halterofilismo nos Jogos Olímpicos de Verão de 2012, em Londres, terminando na 13ª posição. Na mesma categoria, representou o Japão nos Jogos Olímpicos de Verão de 2016 no Rio de Janeiro, Brasil.